# OELマンガ
OELマンガ（オーイーエルマンガ）とは、最初から英語で書かれた日本式の漫画のこと。OELは「Original English-language」の略。日本の漫画を英語に翻訳したMangaと区別して用いられる語。ただし、mangaスタイルの画風やコマ割等を取り入れたアメリカンコミックスとの境界線はあいまいであり、厳密な定義は難しい。
OELマンガ単行本の多くは日本製漫画の翻訳本に倣い、ダイジェスト・サイズ若しくはポケットサイズと呼ばれる5x7.5インチの白黒印刷で発行されている。
尚、OELマンガ大手出版社であったTOKYOPOPは、米英豪の英語圏作家のみならず日本・ドイツ・韓国の作家も起用しており、自社のオリジナルマンガ作品を「グローバルマンガ Global Manga」と呼称している。TOKYOPOPのグローバルマンガ作品の一部はeBookJapanを介して電子書店各社において邦訳版が配信されている。また、電子書籍版の数タイトルはソフトバンククリエイティブより書籍版が刊行されている（一部タイトル変更・後書ページの追加等はあるが、訳文は同じ）。
しかし、TOKYOPOPは業績悪化の為、2011年4月15日に北米のOELマンガを含む全漫画事業から撤退した。
アメリカ合衆国以外の国では、「アメリカ」と「マンガ」をあわせて「Amerimanga」（アメリマンガ）という。類似としてベルギー・フランスにおけるフランス語オリジナルの漫画、ヌーベルまんがというものも存在し、21世紀に入るとマンフラという呼称で市場に作品が出るようになった。

## 作品例
- Dramacon（ドラマコン）
- MBQ（MBQ 〜What's up? 転・落・人・生!!!〜）（MBQ -テイルズ・オブ・LA-）
- Megatokyo（メガトーキョー）
- My Cat Loki（いとしのマイ・キャット☆LOKI）
- Off*beat（オフ★ビート-BOY・ミーツ・BOY-）
- Thad's World Destruction: Before Destruction（サドの黙示録：黙示録の前）
- The Dreaming（ドリーミング 〜夢幻学園〜）
- Vampire Cheerleaders（ヴァンパイア・チアリーダーズ）